# إليس إف. لورانس
إليس إف. لورانس (بالإنجليزية: Ellis F. Lawrence)‏ هو مهندس معماري أمريكي، ولد في 13 نوفمبر 1879 في مالدن في الولايات المتحدة، وتوفي في 27 فبراير 1946 في بورتلاند في الولايات المتحدة.